# Kutinska Slatina
Kutinska Slatina är en ort i Kroatien.   Den ligger i länet Moslavina, i den östra delen av landet, 70 km sydost om huvudstaden Zagreb. Kutinska Slatina ligger 173 meter över havet och antalet invånare är 617.
Terrängen runt Kutinska Slatina är huvudsakligen platt, men norrut är den kuperad. Runt Kutinska Slatina är det ganska tätbefolkat, med 52 invånare per kvadratkilometer. Närmaste större samhälle är Kutina, 4,6 km söder om Kutinska Slatina. Trakten runt Kutinska Slatina består till största delen av jordbruksmark.